# Mucillagine

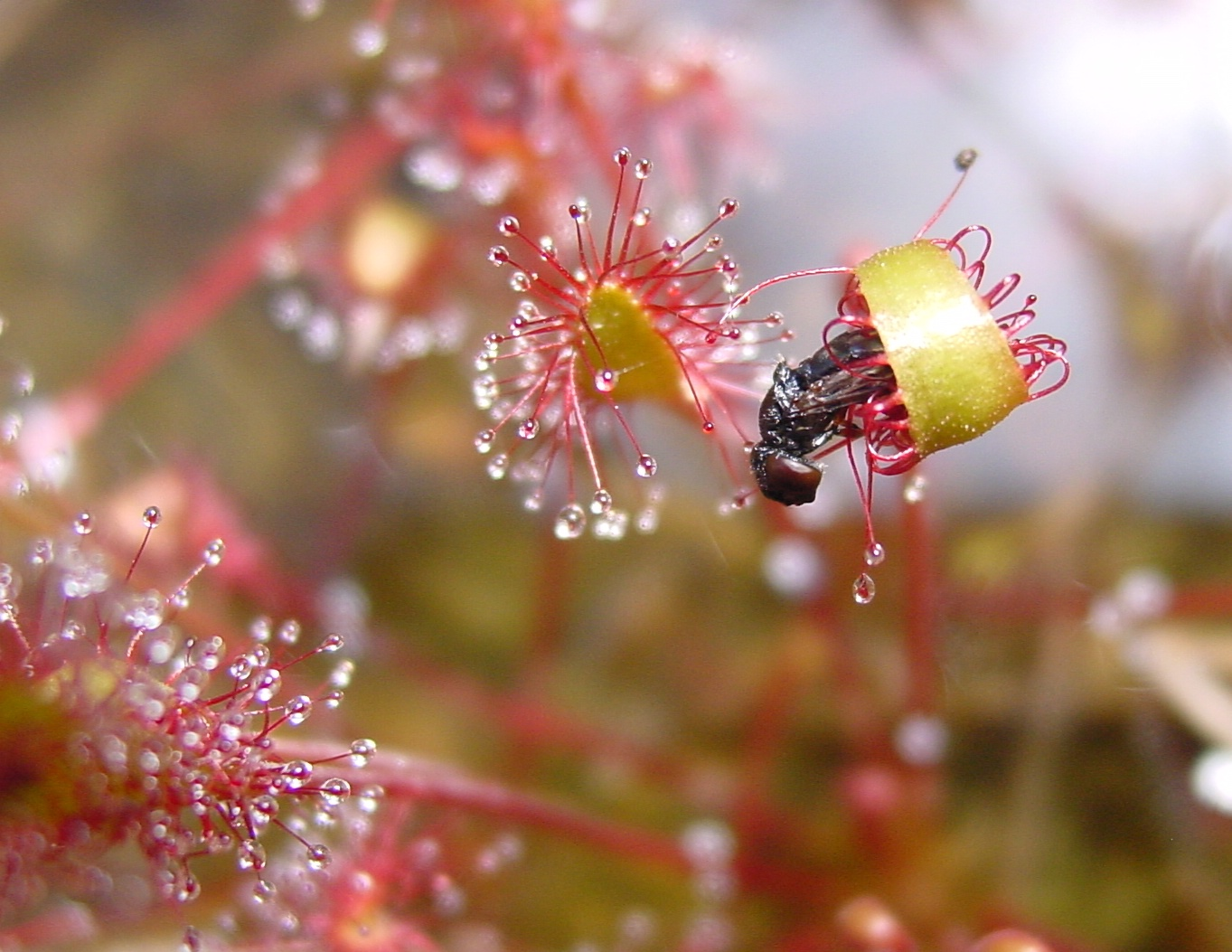
Un drosera con un foglio piegato intorno a una Mosca intrappolata da mucillagine

La mucillagine è una glicoproteina polare appiccicosa, un esopolisaccaride e un polimero prodotto da molte piante e da alcuni microrganismi.
Si trova in varie parti di quasi tutte le classi di piante, di solito in percentuali relativamente basse ed è frequentemente associata ad altre sostanze, come tannini ed alcaloidi.
La mucillagine aiuta le piante a trattenere l'acqua evitandone il disseccamento e rendendole quindi più resistenti alla siccità. Si pensa che svolga un ruolo nella germinazione dei semi e agisca come addensatore della membrana. Tra le fonti principali di mucillagine ricordiamo i cactus (ed altre succulente) e i semi di lino.
La mucillagine ha uno scopo unico in alcune piante carnivore. Le piante del genere Drosera, Pinguicula ed altre possiedono delle foglie ricoperte da ghiandole che secernono mucillagine, che usano come "carta moschicida" per catturare gli insetti.
Gli esopolisaccaridi sono i fattori che maggiormente stabilizzano i microaggregati e sono largamente distribuiti nel suolo. Per questo motivo le alghe che producono esopolisaccaridi giocano un ruolo vitale nell'ecologia dei suoli di tutto il mondo. Questa sostanza ricopre, per esempio, la parte esterna della parete cellulare di alghe verdi unicellulari e cianobatteri. Tra le alghe verdi soprattutto, l'ordine Chlamydomonadales produce esopolisaccaridi in almeno una parte del loro ciclo vitale.

## Fonti vegetali di mucillagine
Le seguenti specie vegetali contengono una grande concentrazione del tipo di mucillagine che si trova tipicamente nella maggior parte delle piante:
- Abelmoschus esculentus (gombo)
- Aloe vera
- Althaea
- Cactus sp.
- Chondrus crispus (crondo crispo)
- Drosera sp.
- Glycyrrhiza glabra (liquirizia), radici
- Linum usitatissimum (lino comune), semi
- Malva sylvestris
- Mixomiceto
- Opuntia ficus-indica
- Parthenium
- Pinguicula
- Trigonella foenum-graecum (fieno greco)
- Ulmus rubra, corteccia
- Verbascum

## Adesiva
Mucillagine è anche un termine che indica un composto adesivo di una soluzione di un prodotto di colla vegetale o gomma vegetale in acqua usato primariamente per incollare la carta, per esempio i francobolli e il risvolto delle buste che, se bagnati, attiva la colla.